# NGC 4755
NGC 4755 (również κ Crucis) – gromada otwarta znajdująca się w gwiazdozbiorze Krzyża Południa. Odkrył ją Nicolas-Louis de Lacaille w 1751 roku. Można ją dostrzec nieuzbrojonym okiem jako lekko zamglony obiekt. Znajduje się w odległości około 6445 lat świetlnych od Słońca. Jej wiek szacuje się na 16 milionów lat.
Gromadę tę cechuje duża różnorodność gwiazd. Jest to grupa około 100 gwiazd, zarówno o masie 15–20 razy większej od masy Słońca, jak i o połowę od niego lżejszych. Angielska nazwa Jewel Box (‘szkatułka klejnotów’) została nadana przez Johna Herschela w latach 30. XIX wieku ze względu na wyraźny kontrast barw gwiazd, od pomarańczowych po jasnoniebieskie.